# 笪耀先
笪耀先，（？年—？年），江蘇省鎮江府句容縣人，中華民國法學家、律師、會計師、實業家。

## 生平
民國九年（1920年），笪耀先畢業於東吳大學法科，取得法律學士。
十一年（1922年），赴美國留學。十三年（1924年），取得華盛頓大學工商管理學士。十四年（1925年），取得密西根大學法學碩士（LL.M）。
隨後返回上海，同時考取中華民國律師及會計師資格。同年創辦協新玻璃廠，9月，開發生產了麒麟牌熱水瓶。
十五年（1926年），已在上海執行律師業務。十九年（1930年），率業界之先，在白克路124弄口裝設自己律師事務所的廣告燈箱，遭到《福爾摩斯》報記者批評太過招搖。此後並任東吳大學法學院教授。二十七年（1938年）6月，因出門暫時退出上海會計師公會。

## 家庭及關聯
- 妻：武進西營劉氏，熱河實業廳科長、中國銀行總行總文書劉持原之女。